# トマス・サウスウェル (初代サウスウェル男爵)

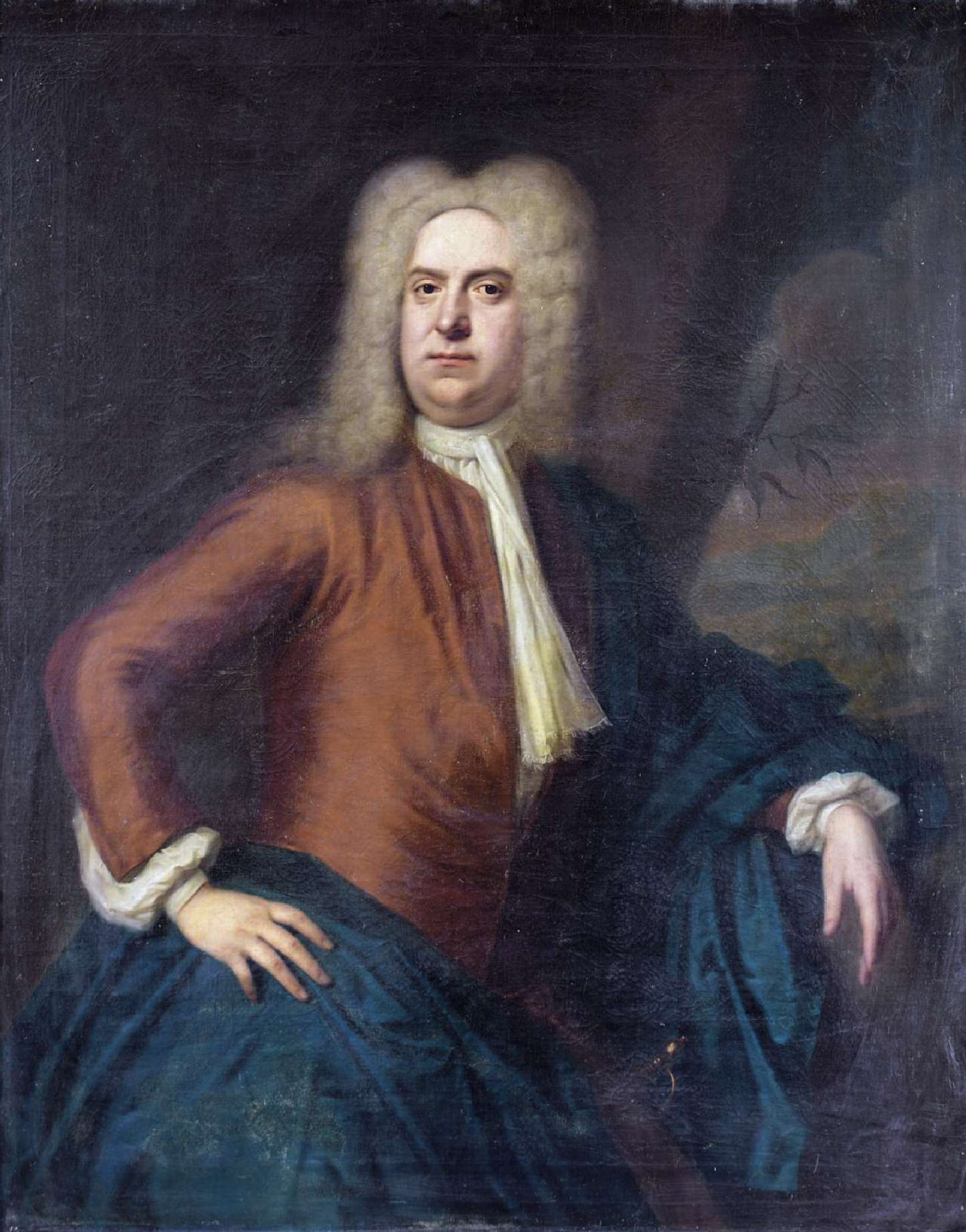
バルタザール・デンナーによる肖像画

初代サウスウェル男爵トマス・サウスウェル（英語: Thomas Southwell, 1st Baron Southwell PC (Ire)、1665年頃 – 1720年8月4日）は、アイルランド王国の政治家、貴族。弟にウィリアム・サウスウェルとリチャード・サウスウェルがいる。

## 生涯
リチャード・サウスウェル（1680年2月以前没、初代準男爵サー・トマス・サウスウェルの息子）とエリザベス・オブライエン（Elizabeth O'Brien、初代インチクィン伯爵マーロウ・オブライエンの娘）の息子として生まれた。1681年に父方の祖父が死去すると、準男爵位を継承した。
アイルランド総督初代ティアコネル伯爵リチャード・タルボットによる統治を嫌い、ウィリアマイト戦争初期の1689年2月に弟ウィリアムとともに100人を率いてジェームズ2世に対抗しようとしたが、隘路で包囲され降伏を余儀なくされた。3月17日には大逆罪として絞首刑を宣告されたが、第4代シーフォース伯爵ケネス・マッケンジーによる調停もあり、処刑が数度延期された末、サウスウェルは1690年1月2日に釈放され、イングランドに渡った。4月1日には正式な恩赦を受けた。その後は戦友だったほかの捕虜の救出に奔走したが、それが成功するのはウィリアム3世がボイン川の戦いで勝利した後のことだった。
1697年6月16日に歳入委員の1人に任命され、1702年に再任命された後1712年まで務めた。アイルランド庶民院では1695年から1713年までと1715年から1717年までリムリック・カウンティ選挙区の代表として議員を務めた。また、1710年にアン女王よりアイルランド枢密院の枢密顧問官に任命され、1714年にはジョージ1世によって同様の任命がなされた。
1717年9月4日、アイルランド貴族であるリムリック県におけるキャッスル・マットレスのサウスウェル男爵に叙された。
1720年8月4日にダブリンで急死、ラスキールで埋葬された。息子トマスが爵位を継承した。

## 家族
1696年4月、メリオーラ・コニングスビー（Meliora Coningsby、1736年2月没、初代コニングスビー伯爵トマス・コニングスビーの娘）と結婚した。
- トマス（1698年 – 1766年） - 第2代サウスウェル男爵
- ヘンリー（英語版）（1700年 – 1758年） - アイルランド庶民院議員
- ロバート（1724年5月30日没） - ヘンリー・ラットレル（Henry Luttrell）との決闘で殺害される
- リチャード - 聖職者